# Carsac-Aillac
Carsac-Aillac – miejscowość i gmina we Francji, w regionie Nowa Akwitania, w departamencie Dordogne.
Według danych na rok 1990 gminę zamieszkiwało 1219 osób, a gęstość zaludnienia wynosiła 70 osób/km² (wśród 2290 gmin Akwitanii Carsac-Aillac plasuje się na 355. miejscu pod względem liczby ludności, natomiast pod względem powierzchni na miejscu 637.).